# 2012 VP113
2012 VP113 — транснептуновый объект, седноид, открытый 5 ноября 2012 года. Об открытии объекта было объявлено 26 марта 2014 года Скоттом Шеппардом с факультета земного магнетизма Института Карнеги в Вашингтоне и Чедвиком Трухильо из обсерватории «Джемини» на Гавайских островах.
Объект является потенциальным кандидатом в карликовые планеты. По сообщениям прессы, объекту было предложено имя Байден, в честь вице-президента США Джо Байдена, однако официально на рассмотрение Международному астрономическому союзу оно представлено не было.

## Открытие
Первоначально данный объект был обнаружен 5 ноября 2012 года на одном из снимков, выполненных с помощью Камеры тёмной энергии, совмещённой с 4-метровым телескопом имени Виктора Бланко в межамериканской обсерватории Серро-Тололо. Последующие наблюдения подтвердили, что это крупный, ранее не изученный объект, чья орбита удаляется максимум на 452 а.е. от Солнца. Для изучения орбиты и поверхности 2012 VP113 применялся 6,5-метровый Магелланов телескоп Института Карнеги в обсерватории Лас-Кампанас (Чили).
На 2014 год 2012 VP113 находился на расстоянии 83 а.е. от Солнца — дальше, чем расстояние до (532037) Шиминигагуа (80 а.е.). V774104, открытый в 2015 году, находился на расстоянии около 103 а.е. от Солнца. Последний раз точку перигелия объект прошёл в 1979 году. В Солнечной системе известно всего четыре объекта, кроме 2012 VP113, чей перигелий находится дальше 45 а.е. от Солнца: Седна (76 а.е.), 2004 XR190 (51 а.е.), 2010 GB174 (48 а.е.) и 2004 VN112 (47 а.е.).

## Характеристики
Абсолютная звёздная величина открытого объекта оценивается от 4,1m до 4,3. При открытии диаметр объекта оценивался в 450 км (в два раза меньше Седны). Астроном Майкл Браун оценивает диаметр объекта в 595 км при альбедо 10 % и магнитуде 4,3.
Перигелий 2012 VP113 (80,6 а.е.) является самым удалённым среди всех известных объектов Солнечной системы.
Как предполагается, 2012 VP113 может быть частью облака Оорта. Перигелий, аргумент перигелия и положение в пространстве схожи с таковыми у Седны. Шеппард и Трухильо, по аналогии со спутниками-пастухами, предполагают наличие для Седны и 2012 VP113 планеты-пастуха в нескольких сотнях а. е. от Солнца, представляющей собой суперземлю, что, однако, противоречит выводам миссии инфракрасного телескопа WISE, согласно которым на расстоянии до 10 тыс. а.е. от Солнца нет никаких объектов размером с Сатурн или больше его, а на расстоянии до 26 тыс. а.е. от Солнца нет никаких объектов размером с Юпитер или больше его.

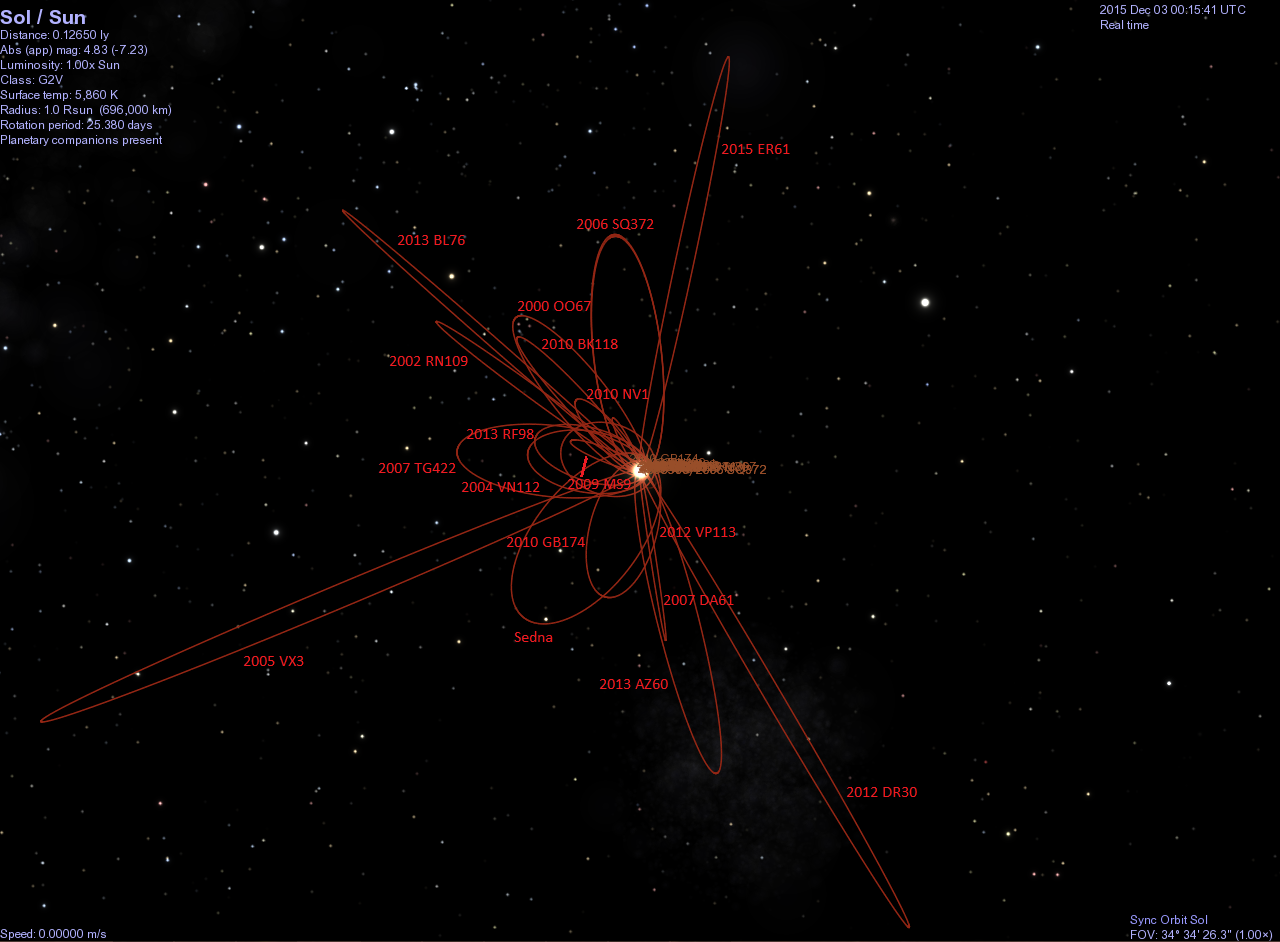
Орбита 2012 VP113 в сравнении с орбитами некоторых других небесных тел с очень большими афелиями. В том числе (90377) Седна, 2015 DB216 (орбита указана неправильно), (87269) 2000 OO67, VN112 2004, 2005 VX3, (308933) 2006 SQ372, 2007 TG422, 2007 DA61, MS9 2009, 2010 GB174, 2010 NV1, 2010 BK118, 2012 DR30, 2015 ER61, 2013 BL76, 2013 AZ60, 2013 RF98.